# ماریانو فردریک
ماریانو فردریک (انگلیسی: Mariano Friedick؛ زادهٔ ۹ ژانویهٔ ۱۹۷۵) دوچرخه‌سوار سابق اهل ایالات متحده آمریکا است. وی در بازی‌های المپیک تابستانی ۱۹۹۶ و ۲۰۰۰ شرکت کرده است.